# Walther Kangro
Carl Walther Nicolai Kangro (* 13. August 1889 in Riga; † 1976) war ein deutscher Chemiker (Elektrochemie, Physikalische Chemie) und Hochschullehrer an der TU Braunschweig.
Kangro wurde 1914 in Leipzig in Physikalischer Chemie promoviert (Dissertation: Das Tyndallphänomen in Flüssigkeiten) und war dort ab 1915 Assistent am Physikalisch-Chemischen Institut und später an der TH Hannover. Er war Leiter des Instituts für metallurgische Chemie der TU Braunschweig. Anschließend war er 1923 bis 1925 Oberingenieur bei Osram in Berlin, dann bis 1927 in der Redaktion des Gmelin, bevor er Oberingenieur an der TH Braunschweig wurde, an der er 1930 Titularprofessor wurde, außerplanmäßiger Professor und 1936 bis 1940 Direktor des Chemisch-Metallurgischen Instituts war. Zum 1. Mai 1933 war er der NSDAP beigetreten (Mitgliedsnummer 2.799.176). 1956 ging er in den Ruhestand.
1954 war er ein Pionier beim Konzept der Redox-Flow-Batterie. Weitere Forschungen erfolgten bei der NASA in den 1970er Jahren. Kommerziell realisiert wurden sie in den 1980er Jahren von Maria Skyllas-Kazacos in Australien (Vanadium-Redox-Akkumulator). Sie dienen der Energiespeicherung zum Beispiel bei Windkraftanlagen und Reserve von Mobilfunkstationen.
Er ist der Vater des Wissenschaftshistorikers Hans Kangro.

## Schriften
- Angewandte Elektrochemie, Westermann 1965 (mit Beitrag von Max Reck über Akkumulatorbatterien)